# DN56D
DN56D este un drum național secundar din România, care leagă DN56 de Port Calafat. 